# Hospital Clínic San Carlos

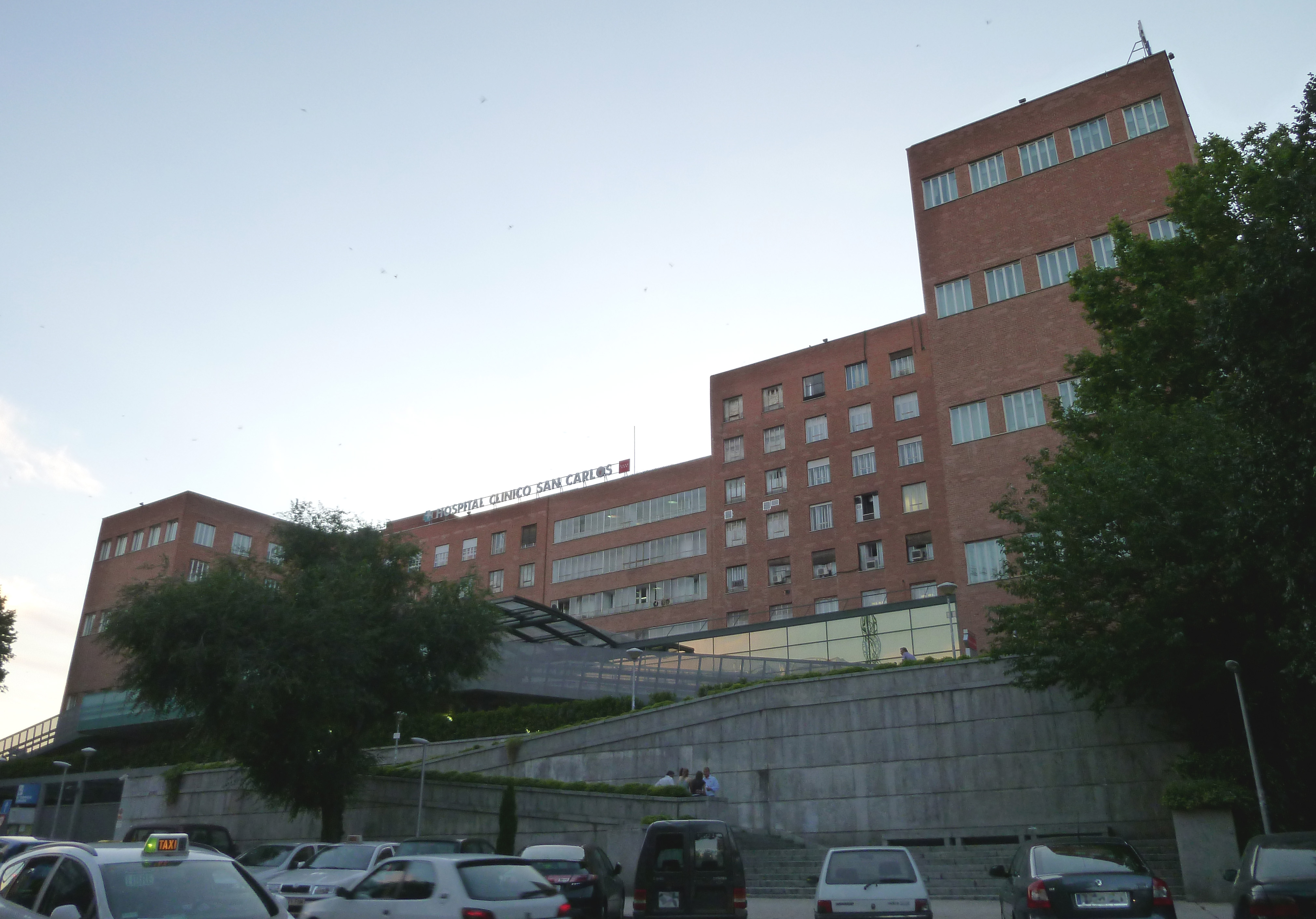
Façana

L'Hospital Clínic San Carlos (oficialment en castellà: Hospital Clínico San Carlos) és un centre sanitari públic espanyol pertanyent a la Universitat Complutense de Madrid i gestionat pel Servei Madrileny de Salut. Anteriorment, aquest hospital va ser denominat General de Madrid (fins a 1849) i Provincial de Madrid, des d'aquesta data. La seva activitat hospitalària es va iniciar a finals del segle xvi al carrer Atocha. Actualment es troba a la  Ciutat Universitària (districte de Moncloa-Aravaca). La superfície construïda de l'edifici és de 175.000 metres quadrats. La seva adreça actual és al carrer Profesor Martín Lagos, s/n.

## Història
L'antiguitat d'aquesta institució sanitària es remunta al període romà, segle ii aC. Al llarg de la seva història ha anat canviant de funcions, des d'un alberg, hospital fins finalment clínic universitari. Ha tingut dues ubicacions diferents. Als seus inicis es trobava al barri d'Atocha, però a inicis del segle XX es va traslladar a la zona de la Moncloa. L'antic edifici hospitalari de la glorieta d'Atocha hostatja de 1988 el Museu Nacional Centre d'Art Reina Sofía, mentre que la vella Facultat de Medicina de San Carlos, entre els carrers d'Atocha i Santa Isabel, és la seu del Col·legi Oficial de Metges de Madrid i del Reial Conservatori Superior de Música de Madrid.
L'any 1587 es va decidir la reunió de tots els hospitals de Madrid en una nova institució que es va ubicar davant l'actual Congrés dels Diputats. Va rebre el nom d'Hospital General de Nuestra Señora de la Encarnación y San Roque. Aviat (1603) es va traslladar a l'"Albergue de Mendigos", situat al final del carrer Atocha.
Hi havia un pavelló masculí i un de femení, aquest darrer es va ubicar sota el Colegio de Cirugía San Carlos. Al segle xviii (1758) l'hospital va prendre la seva fisonomia definitiva.
El 1849, l'Hospital General de Madrid, passà a ser regit i administrat per la Diputació de Madrid i es va rebatejar com Hospital Provincial de Madrid. El 1888, el degà de Medicina, Josep de Letamendi i de Manjarrés proposà la construcció d'un nou hospital.
El lloc elegit va ser la Huerta de La Moncloa que formava part de la finca de La Florida, cedida per la Corona al Govern el 1866, que estava als afores de Madrid.
Després de Guerra Civil Espanyola els edificis de la Ciudad Universitaria van ser reconstruïts. El nou edifici de la Moncloa es va fer l'any 1965.

## Actualitat
A l'hospital treballen actualment més de 5.000 professionals i és el centre de referència per a la formació de sanitaris de la Universitat Complutense de Madrid junt amb els hospitals Gregorio Marañón i 12 de Octubre.